# Јован Ђорђевић (педагог)
Јован Ђорђевић (Ниш, 20. јун 1922) је српски педагог и академик.

## Биографија

### Образовање
Рођен је 20. јуна 1922. у Нишу, где је завршио основну школу и гимназију. Године 1942. је завршио Учитељску школу у Јагодини, а педагогију је дипломирао 1950. на Филозофском факултету Универзитета у Београду. Друштвене науке је студирао на Институту друштвених наука у Београду 1950—1952.  Докторску дисертацију „Прилог експерименталном испитивању дидактичке вредности наставног филма” је одбранио 1961. године на Филозофском факултету Универзитета у Београду.

### Професионално деловање
На почетку свог радног века је радио као учитељ у Лалинцу и Лесковику. На Одељењу за педагогију Филозофског факултета Универзитета у Београду је радио као асистент, доцент, ванредни и редовни професор. Студентима педагогије на редовним и постдипломским студијама је предавао предмете Општа педагогија – теорија васпитања и Дидактика. Као хонорарни наставник је радио на Факултету техничких наука Универзитета у Крагујевцу и Филозофском факултету у Новом Саду и Петрињи.
Био је редован члан и председник Педагошког друштва Србије, потпредседник Савеза педагошких друштава Југославије, члан редакције часописа „Настава и васпитање” и издавачког савета часописа „Педагогија”. Редовни је члан и потпредседник Српске академије образовања.
Аутор је двадесет и пет књига и монографија, од којих је пет коаутор, и преко двеста педесет научних и стручних радова из опште педагогије и историје васпитања и дидактике.

## Подручја научног интересовања
Подручја научног интересовања Ђорђевића су теорија васпитања – интелектуално и морално васпитање и дидактика – проблем савремене наставе. У овим областима је објавио своје најзначајније радове:
- „Дијаслике и наставни филм у школи” 1962.
- „Телевизија у васпитању и образовању” 1965.
- „Неуспех ученика у основним и средњим школама Београда” са Љ. Крнетом и Николом Поткоњаком 1973.
- „Могућности телевизије у васпитању и образовању” 1975.
- „Интелектуално васпитање” 1975. и 1983.
- „Различити методолошки приступи у проучавању проблема моралног васпитања” 1977.
- „Савремена настава – организација и облици” 1981.
- Мёsimi basЬkёkоbor organizmi dbe format („Савремена настава на албански језик”) 1986.
- „Педагогија” са Николом Поткоњаком 1983, 1985, 1986. и 1988.
- „Иновације у настави” 1986.
- „Ученици о својствима наставника” са Б. Ћорђевићем 1988.

## Признања и награде
Добитник је бројних признања и награда за научну и друштвену активност међу којима су:
- Плакета града Београда 1944—1984.
- Орден рада са златним венцем 1968.
- Републичка награда РС Србије „25. мај” 1978.
- Орден заслуга за народ са сребрним зрацима 1981.
- Октобарска награда града Београда „Доситеј Обрадовић” 1982.
- Повеља Савеза педагошких друштава Србије
- Плакета Савета за бригу о деци и омладини Југославије
- Плакета Коларчевог народног универзитета
- Орден рада са црвеном заставом 1988.

### Књиге
- Различити методолошки приступи у проучавању проблема моралног васпитања, "Просвета", Београд, 1977.
- Креативно мишљење, ''Просветни преглед'', 1440 (8), 1983.
- Интелектуално васпитање, ИЦС, Београд, 1975; II проширено издање, Просветни преглед, Београд, 1983.
- Иновације у настави,"Просвета", Београд, 1986.
- Ученици о својствима наставника (са Б. Ђорђевић), ''Просвета'', Београд, 1988.
- Интелектуално васпитање и савремена школа, "Свјетлост", Сарајево, 1990.
- Својства универзитетских наставника (са Б. Ђорђевић), Институт за педагогију и андрагогију Филозофског факултета, Београд, 1992.
- Васпитно-образовни циљеви и друштвено-моралне вредности, ''Наша школа'', Бања Лука, 1- 2, 1995.
- Настава и учење у савременој школи, Учитељски факултет, Београд, 1997.
- Реформски педагошки покрети у 20. веку, Учитељски факултет у Београду и ''Научна књига'', Београд, 2000.
- Морално васпитање - теорија и пракса, Савез педагошких друштава Војводине, Нови Сад, 1996, друго издање 2002. године.
- Савремени проблеми друштвено-моралног васпитања (са Б. Ђорђевић), Савез педагошких друштава Војводине и Висока школа струковних студија за образовање васпитача ''Михаило Палов'' у Вршцу, Нови Сад, 2010.
- Дидактика, у Педагогија (са Н. Поткоњаком), Научна књига, Београд, 1985. до 1990.
- Дидактика, у Педагогија (са Н. Трнавцем), Научна књига, Београд, 1992. до 2012.

### Чланци и други радови
- Које филмове гледају деца осмогодишње школе, Савремена школа, 3-4, 1953.
- Предзнања о читању и писању ученика основне школе, Настава и васпитање, 6, 1955, 251-255.
- Проблем инверзије слова у фази почетног писања, Настава и васпитање, 6, 1955, 357-362.
- О физичком и интелектуалном раду, Настава и васпитање, 3-4, 1963.
- Проблеми конкретизације васпитно-образовних циљева, Педагошка стварност, 10, 1964, 609-617.
- Коришћење едукативних ТВ емисија у настави, Настава и васпитање, 7-8, 1965, 366-375.
- Породица и школа као фактори у формирању моралног карактера, Настава и васпитање, 5, 1967, 493-498.
- Процењивање рада у школама, Настава и васпитање, 4, 1967, 274-276.
- Схватања Коменског о моралном васпитању, Педагогија, 1, 1970, 80-90.
- Округли сто педагогије: Циљ васпитања, Педагогија, 1, 1971.
- Експериментална педагогија, Педагогија, 2, 1971, 193-212.
- Решавање проблема као облик стваралачког рада у настави, Настава и васпитање, 3, 1972, 237-257.
- Фазе интелектуалног развитка и педагошке импликације, Настава и васпитање, 5, 1972, 514-529.
- Мотивација, учење и интелектуално васпитање, Настава и васпитање, 1, 1973, 17- 35.
- Савремени покушаји и облици организације учења и наставе, Настава и васпитање, 4, 1973, 414-437.
- Могућности примене радио-школе у настави, Настава и васпитање, 2, 1974, 9-19.
- Методе прогнозирања у педагогији, Зборник 8 Института за педагошка истраживања, Београд, 1975, 153-157.
- Методе и технике проучавања чврстине моралних судова, Зборник 8 Института за педагошка истраживања, Београд, 1975, 219-225.
- Морални ставови ученика основне школе у различитим хипотетичким ситуацијама, Зборник 9 Института за педагошка истраживања, Београд, 1976.
- Школа и морално васпитање, Зборник 9 Института за педагошка истраживања, 1976, 13-26.
- Значај и функција образовне технологије, у Модернизација образовног рада, Републички завод за васпитање и образовање, Београд, 1977, 29-45.
- Проблеми конкретизације циљева и задатака васпитања и образовања, Настава и васпитање, 5, 1978, 614-629.
- Индивидуализована настава, Настава и васпитање, 2, 1979, 167-186.
- Савремени проблеми диференциране наставе, Настава и васпитање, 3, 1979, 261-281.
- Тимска настава, Настава и васпитање, 2, 1980, 231-250.
- Иновације у васпитању и образовању, Настава и васпитање, 1, 1981, 9-19.
- Процењивање васпитно-образовног рада ученика, Настава и васпитање, 3-4, 1982, 825-841.
- Новији прилази и поступци у оцењивању ученика, у Оцењивање, ''Просветни преглед'' (Специјално издање), Београд, 1984, 35-40.
- Савремене тенденције у избору наставних садржаја, Округли сто 7, у Школски програми и савремене потребе у области образовања, Институт за педагошка истраживања, Београд, 1984, 19-25.
- Личност наставника и васпитање ученика, Настава и васпитање, 1, 1985, 57-69. Дискусија као метод у моралном васпитању, Педагошка стварност, 1-3, 1985, 105-112.